# Brennisteinsalda
Brennisteinsalda ist der Name eines 855 Meter hohen Vulkans im Süden Islands, der zum Vulkansystem des Torfajökull gehört. Der Berg liegt ca. 3 km von Landmannalaugar entfernt im Gemeindegebiet von Rangárþing ytra.

## Vulkanismus
Bei der Brennisteinsalda handelt es sich um einen rhyolitischen Lavadom, der Teil des Calderenrandes des Torfajökull-Zentralvulkans ist.
Der Berg trägt seinen Namen Schwefelwelle (deutsche Übersetzung des isländischen Brennisteinsalda) zu Recht. Schwefelablagerungen haben die Hänge gelblich gefärbt. Andererseits weist er noch eine erstaunliche Mischung anderer Farben auf, die durch vielerlei Einflüsse zustande kommen: Grün (Moose), Rosa (Eisenausfällungen) und Beige (Rhyolith), Grau, Blau und Schwarz (Basaltgestein, Pechstein und Ascheablagerungen) und Weiß (Kalkausfällungen). Nicht umsonst ziert er zahlreiche Fotos von Landmannalaugar, einem Naturschutzgebiet in der Nähe der Hekla.
Da der Berg ein Teil des Calderenrands des aktiven Torfajökull-Zentralvulkans ist, liegt zu seinen Füßen ein Hochtemperaturgebiet. An seinen Hängen ist die Erde stellenweise immer noch heiß, es dampft und qualmt.
Während der letzten Ausbruchsserie im Torfajökull gegen Ende des 15. Jahrhunderts entsprang seiner Flanke das Obsidianlavafeld Laugahraun.

## Wandern am Berg
Will man von der Hütte in Landmannalaugar auf dem Laugavegur an dem Berg vorbei, durchquert man zunächst das ausgedehnte Obsidianlavafeld.
Bei den Schlammtöpfen und Fumarolen am Berg und unterhalb des Berges sollte man die weißen Stellen (Kalkausfällungen) meiden, um nicht einzubrechen, da unter ihnen die Erdkruste besonders dünn ist.

## Fotogalerie

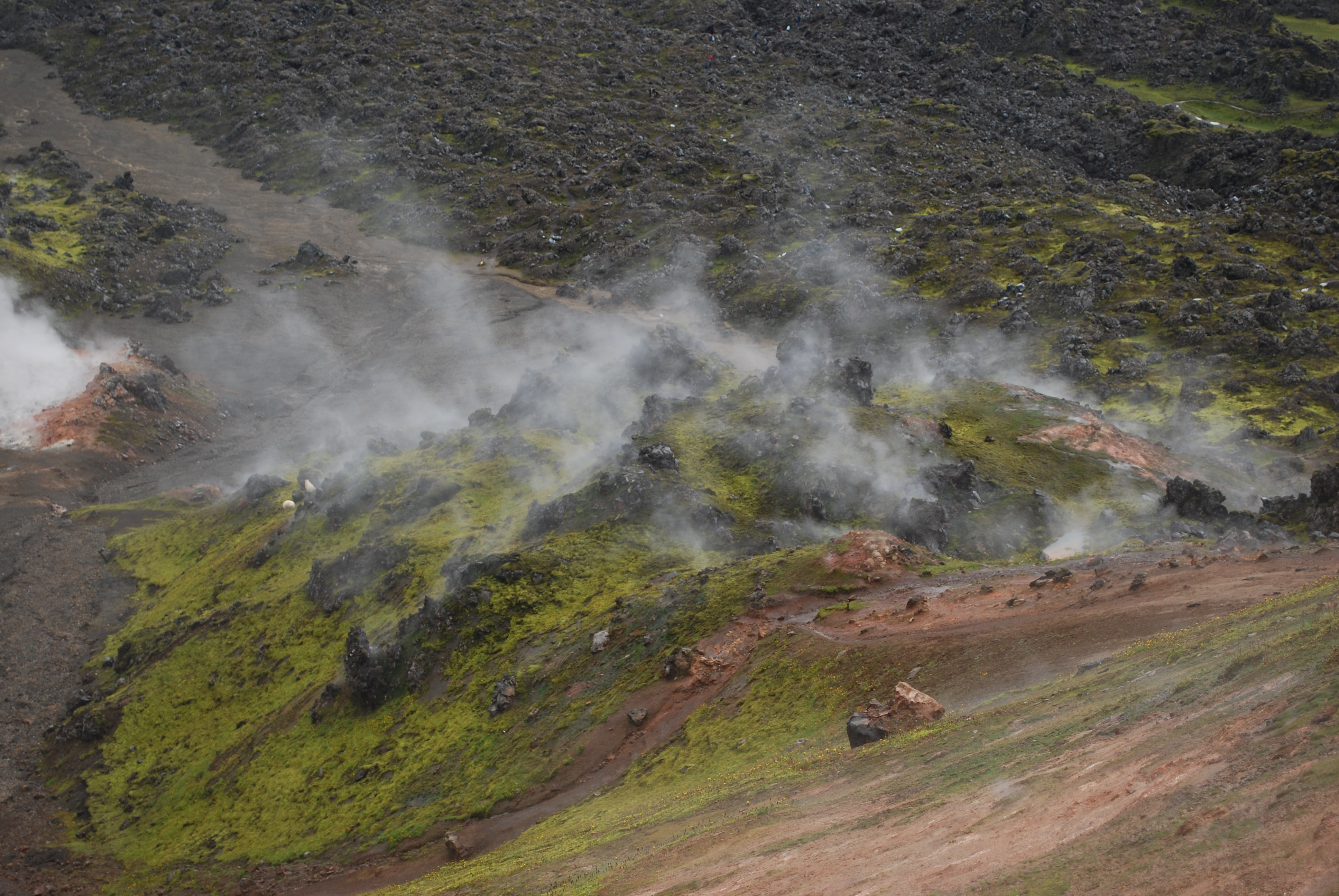
Hochtemperaturgebiet am Fuße der Brennisteinsalda bzw. an ihren Hängen
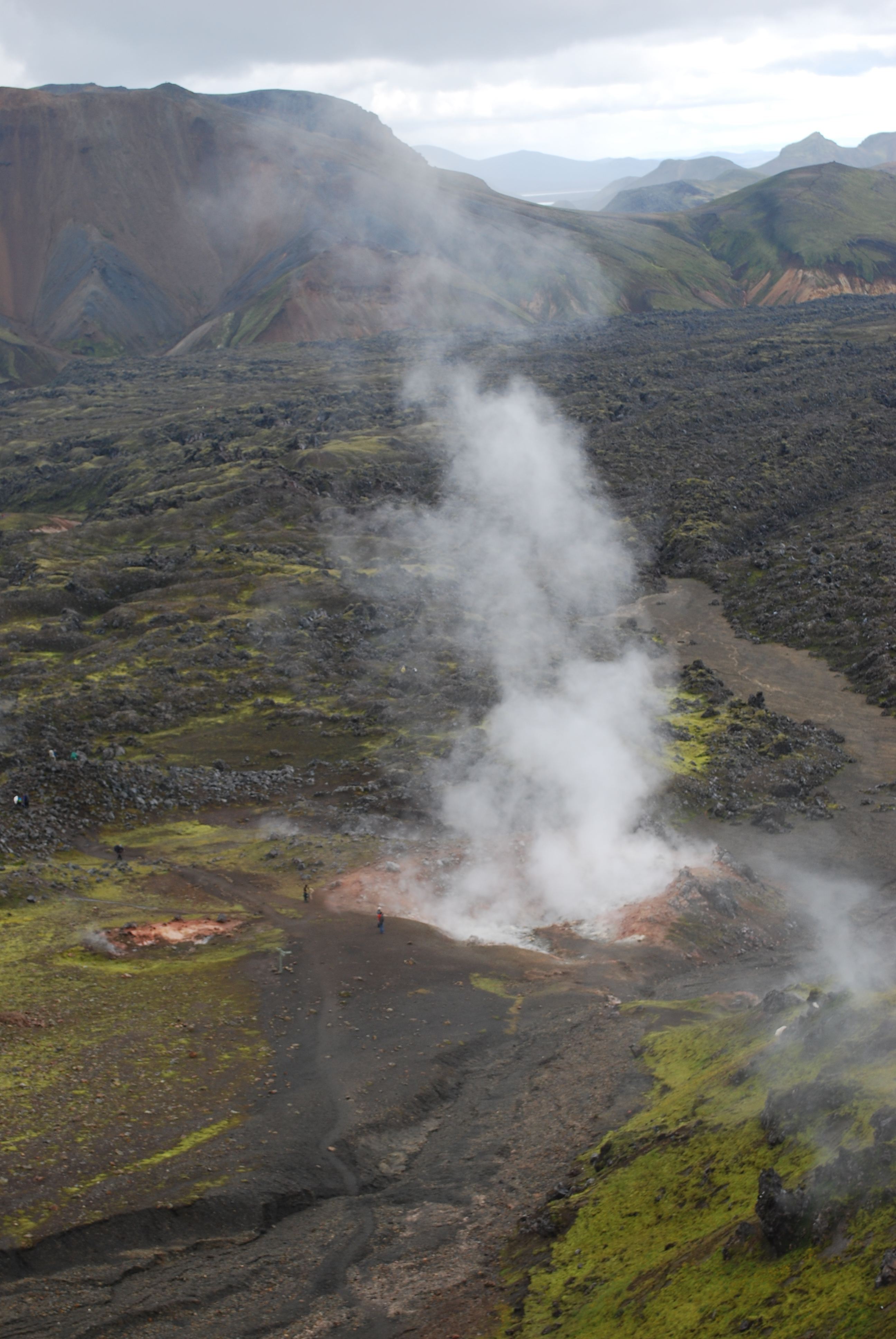
Blick von der Brennisteinsalda auf die Schwefelquellen an ihrem Fuß
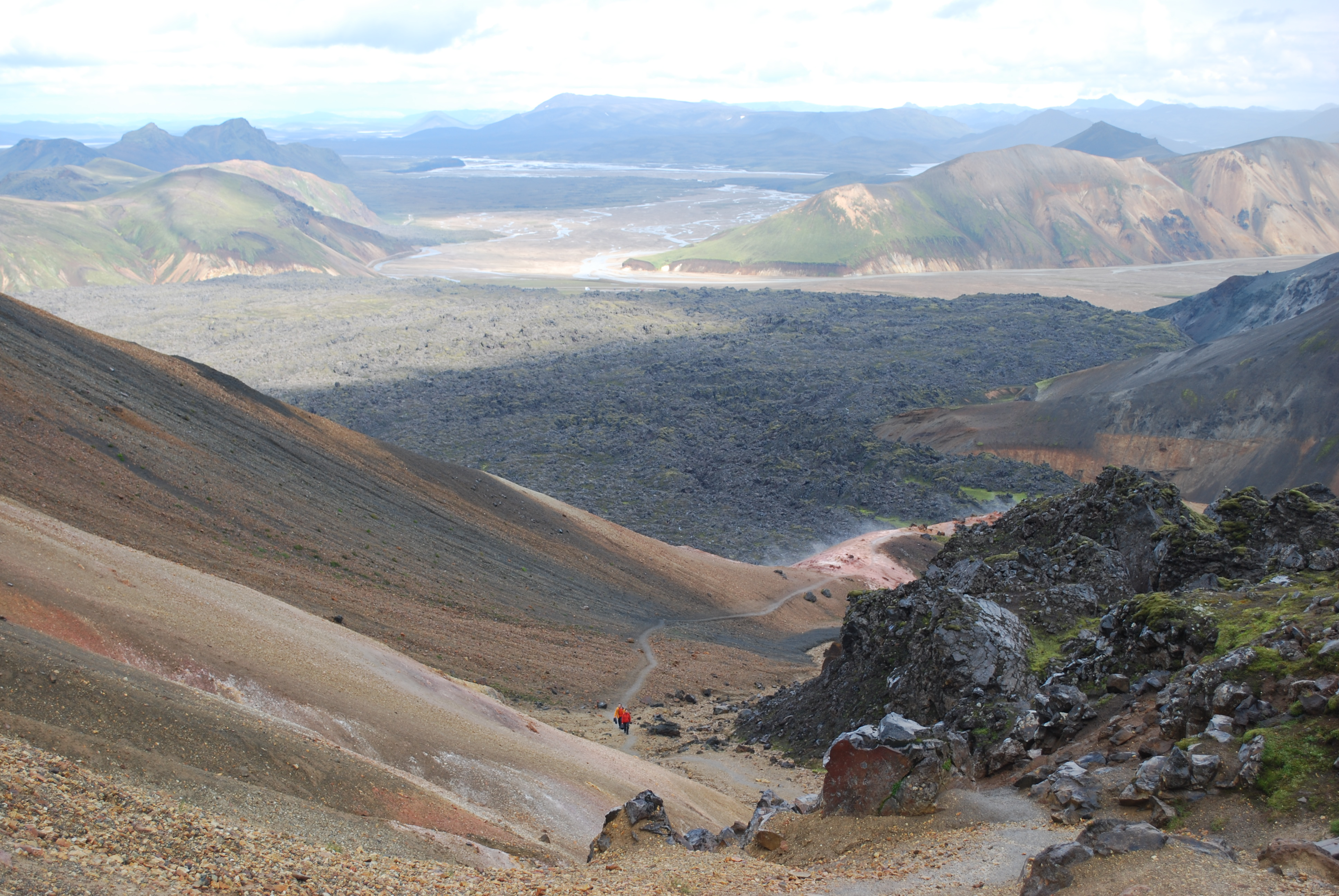
Aufstieg auf dem Laugavegur hinter den Solfataren, die Hänge der Brennisteinsalda links im Vordergrund
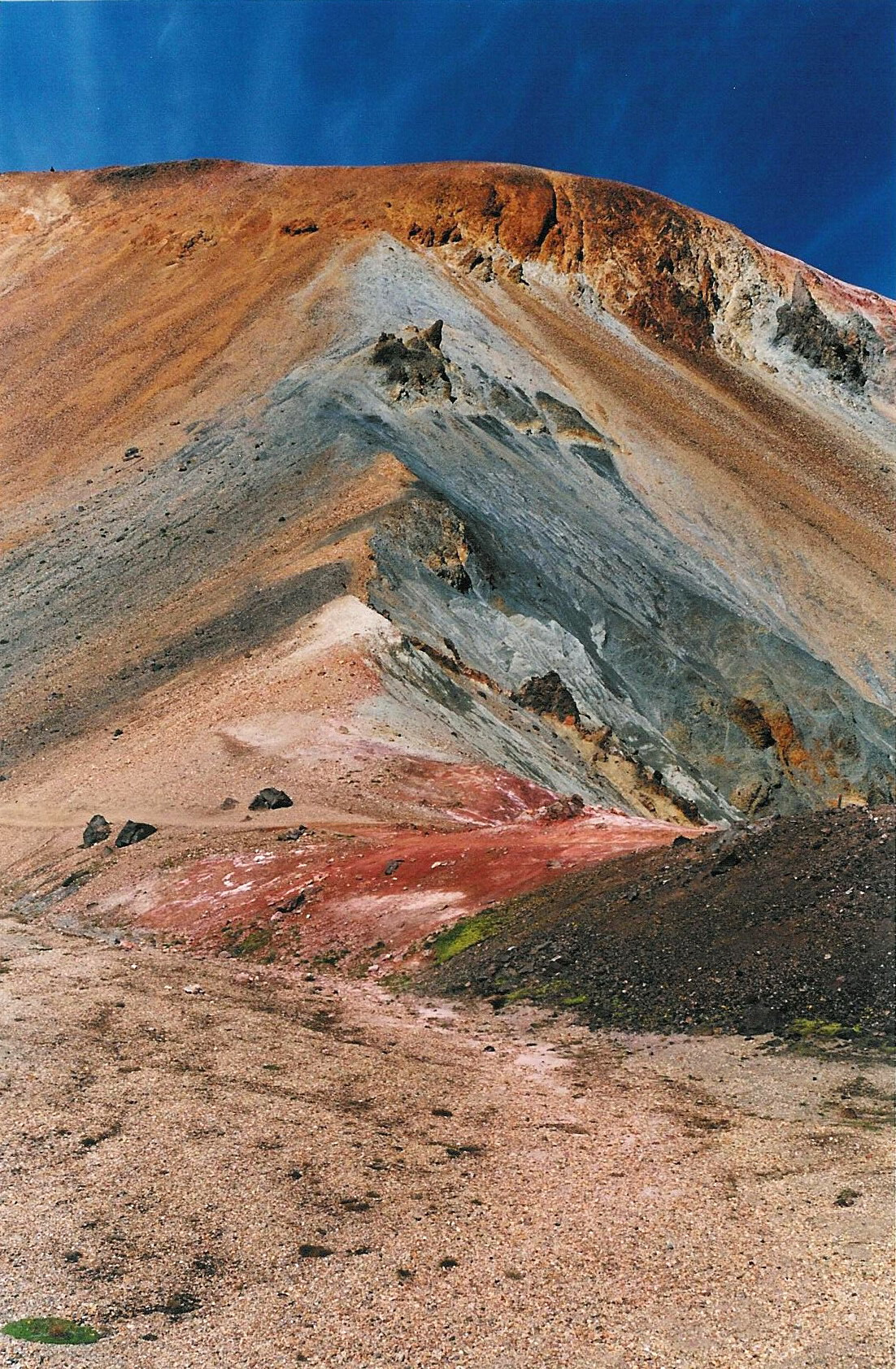
Farbenspiel an der Brennisteinsalda